# Rocket jump

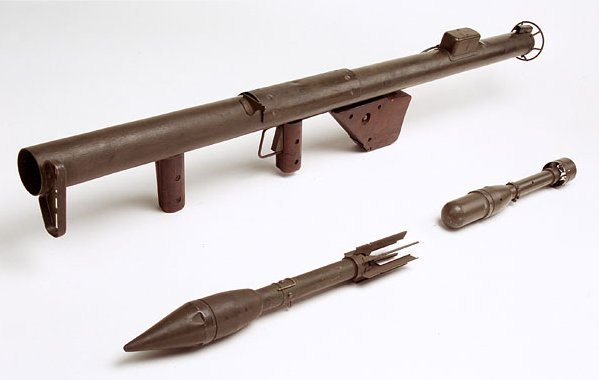
I rocket jump si basano solitamente sull'uso di armi esplosive, in particolare di bazooka.

Il termine rocket jump appartiene al gergo degli sparatutto in soggettiva, in particolare all'ambiente del gioco in rete. Si tratta di una tecnica usata per compiere salti (jump in inglese) più alti delle normali possibilità del personaggio che si controlla nel gioco, basata sull'effetto dello spostamento d'aria causato dall'esplosione di un missile (rocket). Si usa per raggiungere postazioni molto alte, impossibili da raggiungere con un normale salto, o scavalcare muri, usare scorciatoie, fuggire da un inseguimento.

## Come fare
Per effettuare un rocket jump, generalmente bisogna selezionare il lanciamissili come arma corrente, correre verso la destinazione da raggiungere, abbassare la mira verso i propri piedi, saltare e fare fuoco immediatamente: si viene così spinti violentemente verso l'alto dall'esplosione. Una variante più complicata consiste nell'accovacciarsi e sparare contemporaneamente durante la fase di ascesa del salto: in questo modo è possibile saltare perfino più in alto, ma spesso apprendere questa tecnica è piuttosto arduo.

Questa tecnica va usata solo se si possiede un'adeguata protezione (cioè un'armatura) e un livello elevato di punti ferita, per non incorrere in un suicidio del personaggio. Se ne può approfittare abbondantemente quando si ha l'invulnerabilità temporanea (nei giochi in cui è prevista).

## Storia
L'origine del termine e l'invenzione di questa tecnica provengono, probabilmente, dalla comunità di giocatori di Quake, primo sparatutto a implementare un modello fisico capace di simulare l'onda d'urto di un'esplosione; tuttavia, già con il lanciarazzi di Doom è possibile realizzare un rocket jump "orizzontale", necessario ad esempio per raggiungere l'uscita segreta dell'episodio E3M6 (Mt. Erebus) ); mentre il primo che rendeva possibile un rocket jump verticale è stato Rise of the Triad. Successivamente, il rocket jump è diventato una pratica diffusissima negli sparatutto di tipo deathmatch non troppo realistici, quali Quake II, Quake III, Unreal Tournament, Half-Life.

In Team Fortress 2 è stata creata una classe di personaggio per la quale il rocket jump è fondamentale: il soldato, unico personaggio armato di lanciarazzi e quindi in grado di usare tale tecnica. Tale personaggio può equipaggiarsi perfino di oggetti che influiscono sul cosiddetto "salto-razzo", come un paracadute per rallentare la discesa, degli stivali per aumentare il danno inflitto cadendo in testa ai nemici, o uno speciale lanciarazzi che non infligge alcun danno, adatto proprio per i rocket jumps.

## Varianti
Alcune varianti includono il grenade jump, se si utilizza una granata a tempo al posto di un razzo, grenade rocket jump se si usano entrambe, e altre che prendono il nome dall'arma usata.